# يوليسيس كاي
يوليسيس كاي (بالإنجليزية: Ulysses Kay)‏ هو ملحن أمريكي، ولد في 7 يناير 1917 في توسان في الولايات المتحدة، وتوفي في 20 مايو 1995 في إنغلوود في الولايات المتحدة بسبب مرض باركنسون.

## وصلات خارجية
- يوليسيس كاي على موقع IMDb (الإنجليزية)
- يوليسيس كاي على موقع الموسوعة البريطانية (الإنجليزية)
- يوليسيس كاي على موقع ميوزك برينز (الإنجليزية)
- يوليسيس كاي على موقع أول ميوزيك (الإنجليزية)
- يوليسيس كاي على موقع ديسكوغز (الإنجليزية)